# Blepharoctenucha
Blepharoctenucha là một chi bướm đêm thuộc họ Geometridae.